# Eugeniusz Angerman
Eugeniusz Angerman – oficer Armii Czerwonej i podpułkownik ludowego Wojska Polskiego.

## Życiorys
Był oficerem Armii Czerwonej narodowości polskiej. Brał udział w II wojnie światowej. Po wojnie został przydzielony do Wojsk Ochrony Pogranicza. Od 10 listopada 1945 do 31 maja 1946 w stopniu majora pełnił funkcję dowódcy 2 Oddziału Ochrony Pogranicza w Krośnie Odrzańskim. Później w stopniu podpułkownika pracował w Chełmie, gdzie był dowódcą 13 Brygady Ochrony Pogranicza, a po przeformowaniu brygady 23 Brygady WOP.

## Odznaczenia i ordery
- Order Krzyża Grunwaldu III klasy (1946)[5]

## Inne informacje
Strona OBD Memorial wymieniła radzieckiego oficera w stopniu starszego lejtnanta o tożsamości „Jewgienij Josifowicz Angierman” (ur. 1908, ros. Евгений Иосифович Ангерман), który zaginął w kwietniu 1943.